# جائزة شي ناي آن الأدبية

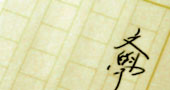

تُمنح جائزة شي نايان الأدبية (施耐庵 长篇 叙事 文学 奖 ، والمختصرة إلى 施耐庵 文学 奖) للرواية الصينية التي تعرض أسلوبًا مبتكرًا في السرد. سُميت على اسم المؤلف الصيني شي ناي آن . 

## عن الجائزة
تمنح هذه الجائزة من قِبل الحكومة الشعبية لمدينة شينغهوا بمقاطعة جيانغسو. سميت على اسم شي نيان، الذي يُشاع أنه من شينغهوا. تهدف الجائزة إلى تشجيع العمق والتنمية في الروايات المكتوبة باللغة الصينية، وتعزيز مكانة الروايات الصينية في العالم. تم منح الجائزة لأول مرة في عام 2011، ويتم منحها كل عامين. 

## الفائزين
| العام | الجائزة       | الكاتب               | عنوان                 | ملاحظات        |
| 2011  | السنة الأولى  | جيا بينجوا贾平凹     | " 古炉 "              |                |
| 2011  | السنة الأولى  | يان ليانكي阎连科     | " 我与父辈 "          |                |
| 2011  | السنة الأولى  | دونغ تشيزانغ董 启 章 | " 天工开物·栩栩如真 " | ما وراء البحار |
| 2011  | السنة الأولى  | نينغ كين宁肯         | " 天·藏 "             |                |
| 2013  | السنة الثانية | جين يو تشنغ金宇澄    | " 繁花 "              |                |
| 2013  | السنة الثانية | لى بى فو 李佩甫      | " 生命册 "            |                |
| 2013  | السنة الثانية | وانغ Anyi王安忆      | " 天香 "              |                |
| 2013  | السنة الثانية | يان جيلينج 严歌苓    | " 陆犯焉识 "          | ما وراء البحار |

## ألقاب شرفية
لتشجيع الكتاب في شينغهوا. 
| عام  | جائزة         | المؤلف الفائز          | عمل                      |
| 2011 | السنة الأولى  | قو هواي谷 怀           | "南瓜花"                 |
| 2011 | السنة الأولى  | قو جيان顾坚            | "青果"                   |
| 2013 | السنة الثانية | وانغ روي (المؤلف)王 锐 | "谁说那些年的青涩不是爱" |
| 2013 | السنة الثانية | ليو Renqian刘仁 前     | "浮城"                   |